# Bazilije Pandžić

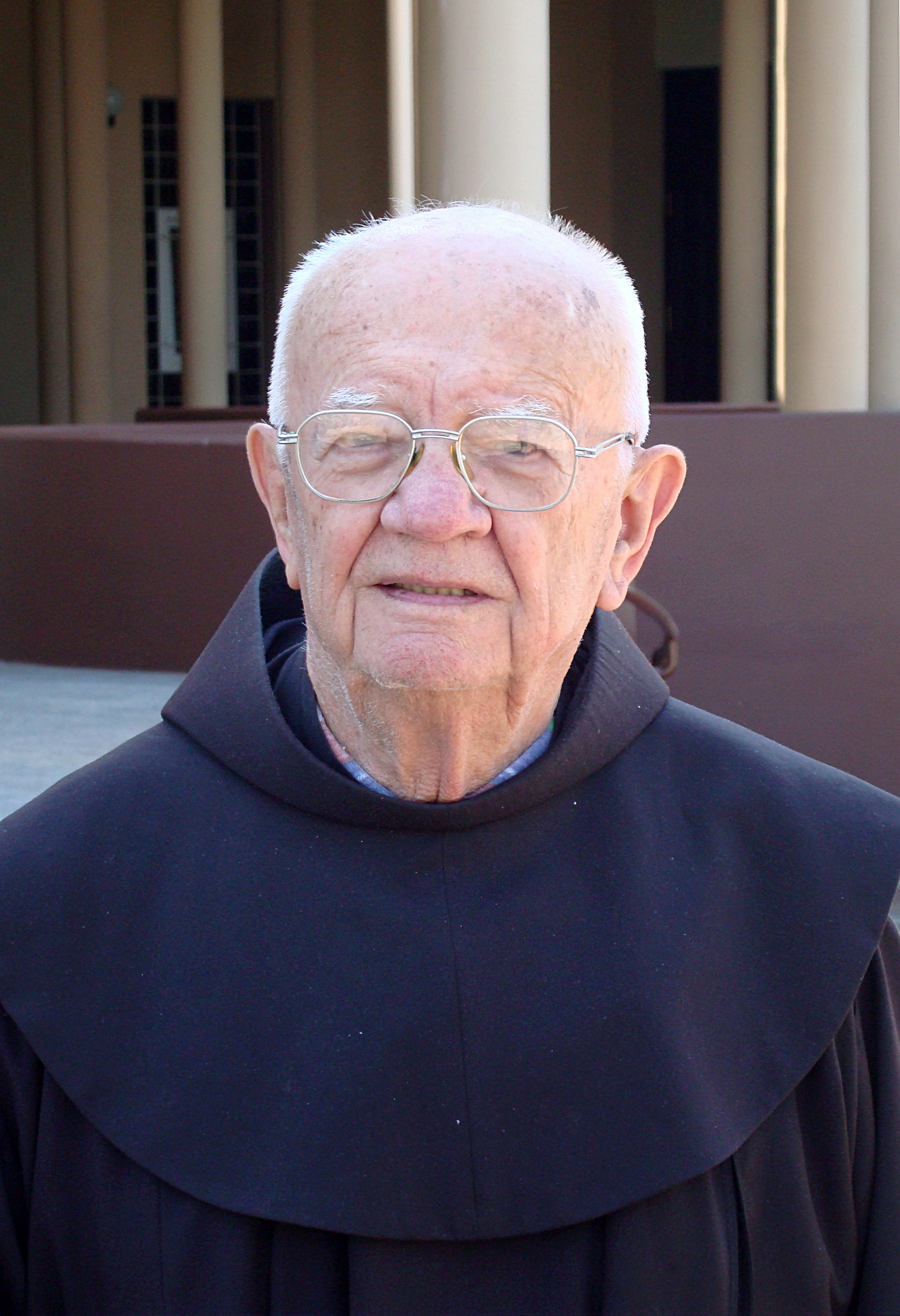
Bazilije Pandžić in Zagreb (2011)

Bazilije Stjepan Pandžić (auch P. Bazilije Stjepan Pandžić, O.F.M.) (* 30. Januar 1918 in Drinovci, Österreich-Ungarn; † 16. April 2019 im Franziskanerkloster Humac bei Ljubuški, Bosnien und Herzegowina) war ein jugoslawischer bzw. kroatischer Autor, Historiker, Archivar und Orientalist aus der Region Herzegowina. Er trat 1935 in den Franziskanerorden ein und wurde 1941 zum Priester geweiht. Von 1947 bis 1985 war er als Generalarchivar und Annalen-Schreiber des Franziskanerordens in Rom tätig. Als Experte der Kongregation für die Heiligsprechung wirkte er unter mehreren Päpsten. 1958 wurde er zum Vizepräsidenten der Internationalen Vereinigung der Kirchenarchive gewählt.

## Leben

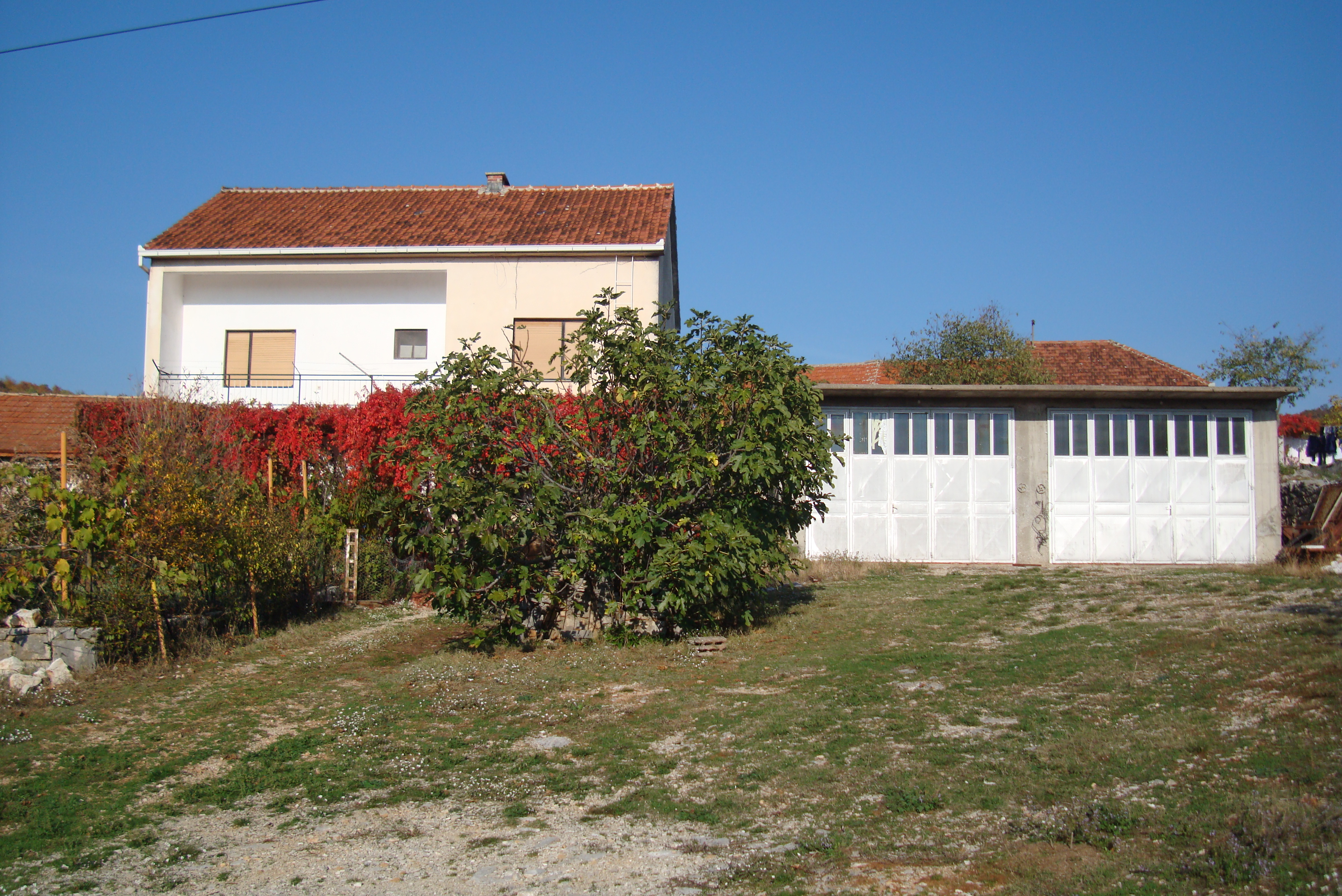
Das Elternhaus von Pandžić in Drinovci

Bazilije Pandžić wurde 1918 in Drinovci im Kreis Ljubuški in der Region Herzegowina geboren, als diese noch ein Teil der österreichisch-ungarischen Monarchie war. Er beendete 1929 die Grundschule in seinem Geburtsort, 1938 das Gymnasium in Široki Brijeg und trat in das Noviziat des Franziskanerordens (OFM) in Humac ein. Er begann in dieser Zeit ein Studium der Philosophie und Theologie in Mostar und wurde 1941 zum Priester geweiht. Das Studium wollte er ursprünglich in Freiburg im Breisgau fortsetzen, sein Visumsantrag für das Deutsche Reich wurde jedoch im Kriegsjahr 1941 negativ beschieden. 1942 setzte er deshalb sein Studium in Rom fort und erwarb 1943 sein Lizenziat in Theologie. An der Päpstlichen Antonianum-Universität promovierte er 1945 in Theologie mit einer Arbeit über die Geschichte der Diözese Trebinje-Mrkan. Parallel studierte er Archivwissenschaft, Paläografie und Diplomatik an der Vatikanischen Schule für Paläografie, Diplomatik und Archivkunde, die mit den vatikanischen Archiven verbunden ist, und erwarb den Titel paleographus et archivarius. An der Abteilung für Islamwissenschaften (Arabisch, Persisch und Türkisch) der römischen Universität La Sapienza promovierte er am 9. Januar 1951 in Philosophie.
Pandžić plante, in den osmanischen Archiven in Istanbul über die Geschichte von Bosnien, Herzegowina, Dalmatien und Dubrovnik zu recherchieren. Im Jahr 1947 wurde er jedoch zum Generalarchivar und Annalen-Schreiber des Franziskanerordens (OFM) in Rom berufen, eine Position, die er bis 1985 innehatte. In dieser Funktion nahm er an internationalen Konferenzen in Paris, Moskau, Florenz und anderen Städten teil und publizierte in verschiedenen Fachzeitschriften. Daneben wurde er auch in Verwaltungsfunktionen verschiedener Berufsfachverbände gewählt. In seinem Buch Archivistica ecclesiastica, das 1967 im Verlag der Vatikanischen Archive erschien, fasste er seine Erfahrungen als Archivar zusammen. Nahezu sein gesamtes Berufsleben widmete er der Erforschung der historischen Quellen aus den verschiedenen vatikanischen Archiven. Dabei veröffentlichte er über zwanzig wissenschaftliche Bücher sowie mehrere hundert wissenschaftliche Artikel und Beiträge in Fachzeitschriften. Er publizierte hauptsächlich auf Latein, Kroatisch und Italienisch, gelegentlich auch auf Englisch, Französisch, Deutsch und Spanisch. Seine Werke erschienen dabei in verschiedenen Ländern (Vatikan, Italien, Kroatien, Bosnien und Herzegowina, Spanien, Argentinien, USA, Deutschland, Frankreich, Schweiz, Österreich und Polen).
Über die allgemeine Geschichte des Franziskanerordens veröffentlichte Pandžić zwei Folio-Bände in der Reihe Annales Minorum, die im engeren Sinne eine Fortsetzung jener Quellensammlungs-Bibliothek darstellt, welche der irische Franziskanerpater Lucas Wadding im 17. Jahrhundert begonnen hatte. Für das Studium der Missionsgeschichte innerhalb der Reihe Historia missionum Ordinis Fratrum Minorum zeichnete er 1974 für den 4. Band, Regiones Proximi Orientis et Paeninsulae Balcanicae, verantwortlich.
Als Experte der Kongregation für die Heiligsprechung wirkte er unter mehreren Päpsten. Im Rahmen dieser Tätigkeit gab Pandžić drei sogenannte „Positiones“ (lat. positiones) heraus, das heißt historisch-kritische Editionen der Quellen des Lebens und Werkes von Personen, die kanonisiert werden sollten. Seine erste Positio schrieb er 1961 über Nikola Tavelić, welche am 21. Juni 1970 zur Heiligsprechung von Nicolaus Tavelić durch Papst Paul VI. führte. In einer weiteren Positio aus dem Jahre 1970 brachte er kritisches Quellenmaterial über das Leben von Beatrice de Silva (spanischer Herkunft) heraus. Die dritte Positio betraf 1983 den deutschen Franziskaner Liberat Weiß und seine Wegbegleiter.
Bazilije Pandžić war einer der Gründer und Herausgeber des Verlagshauses ZIRAL im Jahre 1970, das in Rom, Zürich und Chicago ansässig war. Der Verlag veröffentlichte im Exil etwa 70 fachwissenschaftliche Bücher, bevor er 1991 nach Zagreb und Mostar umzog. Daneben war Pandžić Mitbegründer des Kroatischen Historischen Instituts zu Rom. Im römischen Exil schrieb er auch zahlreiche publizistische Beiträge für die in Chicago erscheinenden Zeitschriften der amerikanischen Kroaten. Nach seiner Rückkehr in die Heimat nahm er an verschiedenen wissenschaftlichen Konferenzen teil und trug zu diversen wissenschaftlichen Zeitschriften mit Fachbeiträgen bei. Seit 1995 lebte er in Zagreb, wo er seine wissenschaftliche Forschung fortsetzte. Zuletzt veröffentlichte er mehrere Werke, darunter die dreibändige Acta Franciscana Hercegovinae in den Jahren 2003 und 2009, sowie Die Franziskaner in Herzegowina im Jahr 2001. Seine gesammelten wissenschaftlichen Arbeiten umfassen etwa 10.000 Seiten, darunter 24 Monografien. Nach der Veröffentlichung der gesammelten Werke von Bazilije Stjepan Pandžić im Jahre 2010 publizierte er noch zwei weitere Bücher: die zweite, erweiterte Ausgabe des Werkes Die Franziskaner in Herzegowina und ein Buch mit fundamentaltheologischen Überlegungen mit dem Titel Ususret Bogu (englisch Towards God).
Bis 2016 wohnte Pandžić in Zagreb; zuletzt lebte er im Franziskanerkloster Humac (⊙) bei Ljubuški. Zu seinem 100. Geburtstag am 30. Januar 2018 wurde von der philosophischen Fakultät in Mostar eine Festschrift mit internationalen Beiträgen veröffentlicht. Die kroatische Abteilung der Post von Bosnien und Herzegowina in Mostar gab zu diesem Anlass außerdem eine Sonderbriefmarke heraus.

## Werke

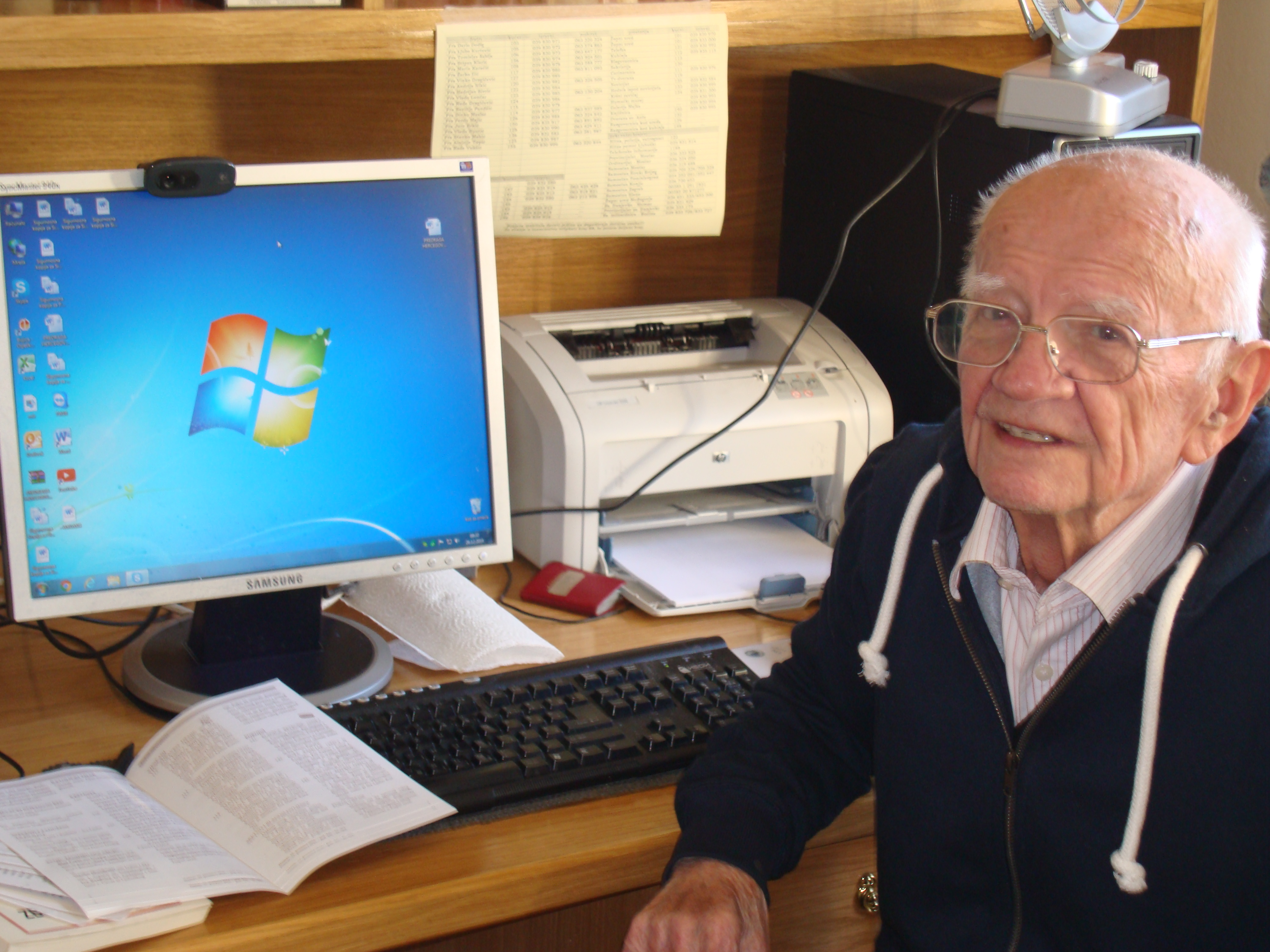
Bazilije Pandžić im Franziskanerkloster in Humac, im Dezember 2016

Bazilije Pandžić veröffentlichte über 20 Bücher und eine Vielzahl von wissenschaftlichen Artikeln. Anbei folgt eine Auswahl seiner Publikationen in verschiedenen Sprachen:
Kroatische Publikationen
- Dominik Mandić, Rasprave i prilozi iz starije hrvatske povijesti. Bazilije Pandžić (Priredio, zajedno s fra Dionizijem Lasićem). Rom 1963.
- Životopis fra Dominika Mandića. Izdanje ZIRAL knjiga 64, Sabrana djela Dominika Mandića, vol. 12. Bazilije Pandžić. Chicago 1994.
- Hercegovački franjevci. Sedam stoljeća s narodom. Bazilije Pandžić. Mostar-Zagreb: ZIRAL 2001.
- Svjetlo na krovu Afrike. Mučenici fra Liberat Weiss i njegova subraća (3 ožujka 1716). Izdanje Teovizija, Bazilije Pandžić. Zagreb 2003.
- Acta Franciscana Hercegovinae, svezak II (1700–1849). Bazilije Pandžić. Mostar-Zagreb 2003.
- Acta Franciscana Hercegovinae, svezak III (1850–1892). Bazilije Pandžić. Mostar-Zagreb 2003.
- Maksimirska razmišljanja. Bazilije Pandžić. Zagreb 2004.
- Kraljevi i gradovi. Crtice iz hrvatske povijesti. Bazilije Pandžić. Zagreb: Tusculanae editiones.
- Acta Franciscana Hercegovinae, 1206–1699. sv. I.. Sabrao i za tisak pripremio Dominik Mandić, novo izdanje priredio i nadopunio Bazilije S. Pandžić. Mostar/Zagreb: ZIRAL. 2009.
- Priredio (zajedno s fra Dionizijem Lasićem): Dominik Mandić, Rasprave i prilozi iz starije hrvatske povijesti. Bazilije Pandžić. Rim 1963, drugo izdanje Zagreb 2009.
- Tragovi jednog života. Bazilije Pandžić. Zagreb 2009.
- Hercegovački franjevci. Sedam stoljeća s narodom. Bazilije Pandžić. Mostar-Zagreb: ZIRAL; drugo, prošireno izdanje 2011.

Lateinische Publikationen
- Annales Minorum, vol. XXXI (1661–1670). Bazilije Pandžić. Rom 1956.
- De dioecesi tribuniensi et mercanensi, u Studia Antoniana, vol. 12. Bazilije Pandžić. Rom 1959.
- Sacra Rituum Congregatio, Sectio historica, n. 12: Sebenicen. Declarationis martyrii B. Nicolai Tavelić sacerdotis professi Ordinis Fratrum Minorum in odium fidei, ut fertur, in civitate Ierusalem interfecti († 1391), Positio super martyrio ex officio concinnata. Bazilije Pandžić. Typis Polyglotis. Vatikan 1961.
- Annales Minorum, vol. XXXII (1671–1680). Bazilije Pandžić. Rom 1964.
- Sacra Congregatio pro causis Sanctorum, Officium Historicum n. 6: Toletana Canonizationis Beatricis de Silva Fundatricis Monialium Franciscalium a Santissima Conceptione († c. 1492), Positio super vita et virtutibus ex officio concinnata. Bazilije Pandžić. Rom 1970.
- Historia missionum Ordinis Fratrum Minorum, vol. IV. Regiones proximi Orientis et paeninsulae Balcanicae. Bazilije Pandžić. Rom 1974.
- Sacra Congregatio pro causis sanctorum, Officium historicum, n. 108: Viennen. Beatificationis seu declarationis martyrii servi Dei et 2 sociorum O. F. M. in odium fidei, uti fertur, anno 1716 in Aethiopia occisorum Positio super martyrio ex officio concinnata. Bazilije Pandžić. Rom 1983.

Italienische Publikationen
- Archivistica ecclesiastica, Pontificia commissione per gli archivi ecclesiastici, vol. III. S. Duca e Bazilije Pandžić. Città del Vaticano 1967.

Deutsche Publikationen
- Sehnsucht nach Äthiopien. Bazilije Pandžić (O. F. M.) und P. Ludwig Raber (O. F. M.). Mödling 1988.
- Juraj Dragišić und Johannes Reuchlin: Eine Untersuchung zum Kampf für die jüdischen Bücher mit einem Nachdruck der „Defensio praestantissimi viri Joannis Reuchlin“ (1517). Elisabeth von Erdmann-Pandžić und Bazilije Pandžić. Bamberg 1989.
- Bosna Argentina. Studien zur Geschichte des Franziskanerordens in Bosnien und der Herzegowina. Bazilije Pandžić. Köln, Weimar, Wien: Böhlau Verlag 1995.

Englische Publikationen
- A review of Croatian History. Bazilije Pandžić. Chicago 1954.